# آبشار بلو هول
آبشار بلو هول (به انگلیسی: Blue Hole Falls) آبشاری است که در جورجیا، ایالات متحده آمریکا واقع شده و ارتفاع کلی ریزشگاه آن ۵ متر است.